# Stanwell Park
Pour l’article homonyme, voir Stanwell.

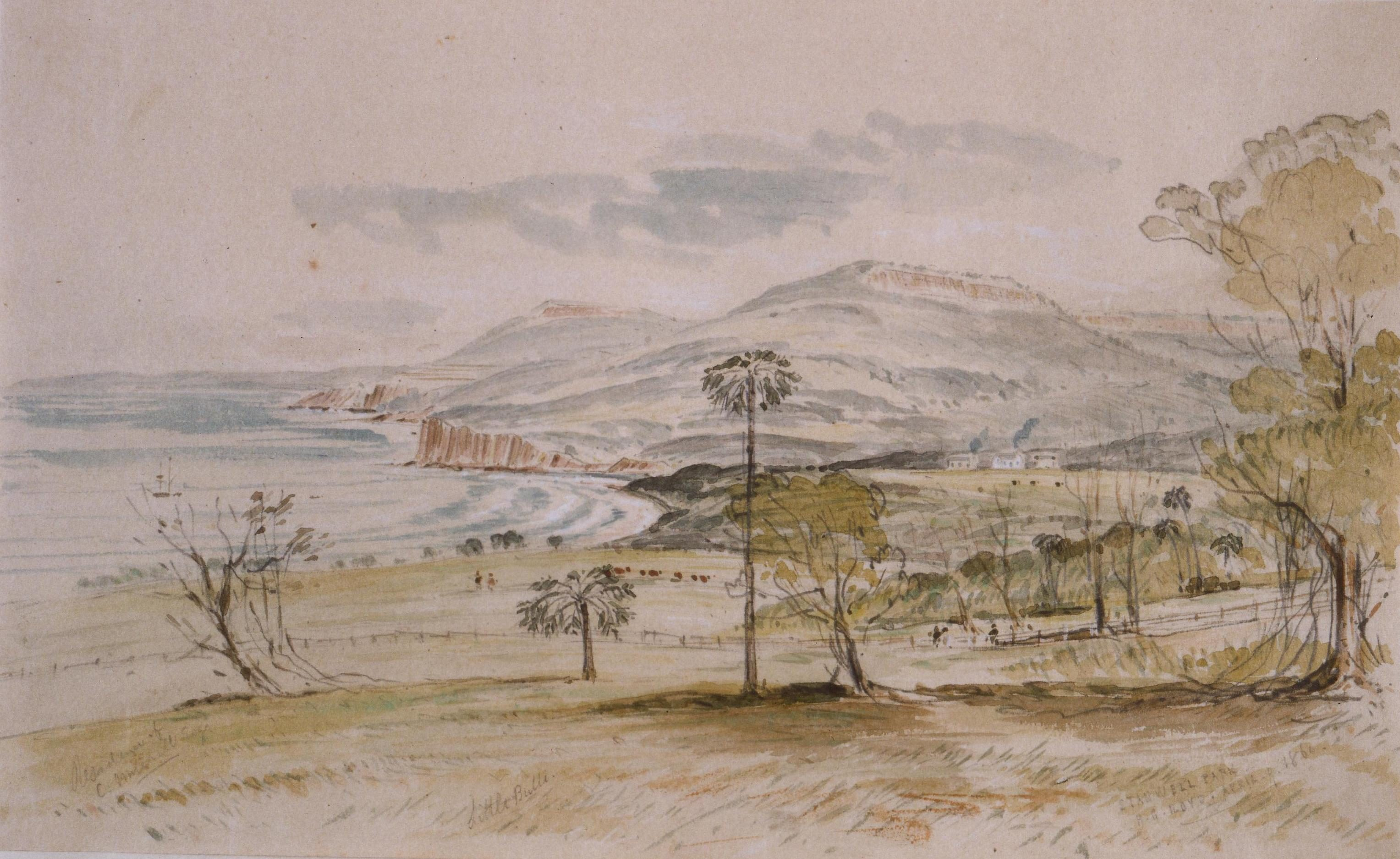
Le premier dessin de Stanwell Park, peint de Henry Grant Lloyd en 1860 (avec les remerciements de la Bibliothèque Mitchell)

Stanwell Park (1 396 habitants) est un village situé sur l'océan Pacifique au nord du canton de Wollongong de la région de l'Illawarra en Nouvelle-Galles du Sud en Australie. Il est séparé de 54 km de la métropole Sydney par le Parc National Royal et, vu son isolement et ses habitants, fait un peu penser à un certain village gaulois résistant au développement de l'empire.

## Histoire
Stanwell Park était le nom donné à la ferme construite sur un terrain cédé à Matthew John Gibbons en 1824. Celui-ci a acquis la plupart de la vallée connue sous le nom de Little Bulli, et qui comprend le Stanwell Park d'aujourd'hui ainsi que Coalcliff. Toute la partie nord de l'Illawarra était connue sous le nom aborigène de Bulli, ce qui veut dire montée, la seule chose restant à faire pour cette étroite bande côtière entre baies et falaises. Bulli est toujours le nom d'un autre village plus au sud de Stanwell Park.
Le groupe aborigène de Wadi Wadi sont les habitants historiques de la région. Les premiers Européens furent trois marins naufragés qui la traversèrent pendant un voyage d'aventure de quelques centaines de milles le long de la côte jusqu'à ce qu'ils soient sauvés à Wattamolla au nord de Stanwell Park. Deux de leurs compatriotes n'étaient pas capables de négocier les Falaises de Charbon (Coal Cliffs), là où se trouve maintenant le pont Sea Cliff Bridge. Apparemment assassinés, leurs corps ont été retrouvés par l'explorateur George Bass, qui était là pour analyser la richesse en charbon de ces falaises.
M. Gibbons embaucha un ancien prisonnier, John Paid, pour gérer la ferme à Stanwell Park. Celui-ci en profita pour établir son gang de hors-la-loi dans cette vallée isolée. Il s'appelait Wolloo Jack et terrorisa la région située entre Bargo et Liverpool jusqu'à ce que lui-même et sa bande soient envoyés au gibet en 1829.
Par la suite, la vallée attira des personnes peu communes comme le Major Sir Thomas Mitchell, un des explorateurs les plus connus de l'Australie, qui bâtit sa première maison à Stanwell Park. Juge à la Cour Suprême, John Fletcher Hargrave résida et passa ses vacances sur le site. L'un de ses descendants, Lawrence Hargrave, un illustre pionnier de l'aviation des années 1890, réalisa ses plus belles expériences à Stanwell Park.
Aujourd'hui, Stanwell Park est une banlieue qui dessert les villes proches de Sydney et Wollongong, et reste une belle destination de tourisme ou pour des sorties de week-end.

## Activités
Stanwell Park est l'endroit le plus populaire en Australie pour les activités de parapente et de deltaplane. Le décollage s'effectue sur la pente de la colline Bald Hill. Selon la brise de mer qui monte sur les falaises, le vol peut se faire tout le long de l'escarpement avec un atterrissage sur la plage. Il y a quelques possibilités d'escalade sur Stanwell Tops, une montagne d'une altitude de deux cents mètres qui offre une vue dégagée sur le village. La plage est bordée d’un mélange d'eau douce et d'eau de mer. Le club de sauvetage aquatique de Helensburgh - Stanwell Park assure la sécurité et la surveillance de la plage et organise les différentes activités nautiques comme l'entraînement des Nippers (membres juniors du club de sauveteurs en surf local) le dimanche matin ou les compétitions de natation en hiver.

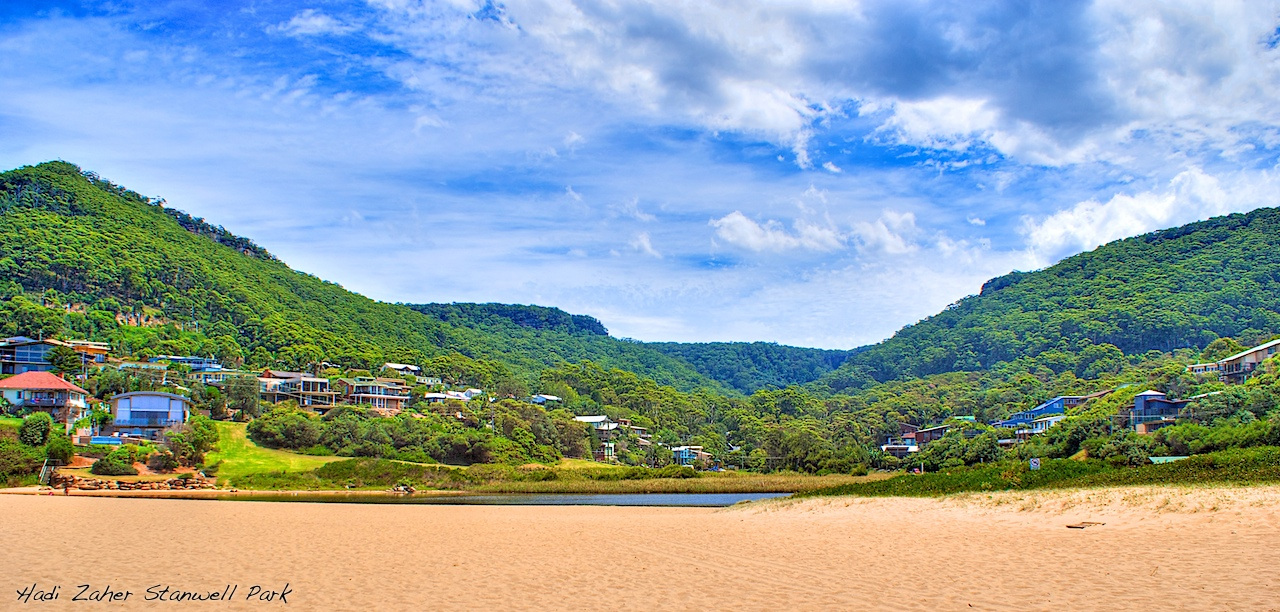
La plage.

## Sources
- Michael Adams: "Little Bulli: The Pioneering of Stanwell Park and Northern Illawarra Till the 1860s", Cultural Exchange International Pty. Ltd (2005), ISBN No.: 0-9758187-1-6
- Michael Adams: "Wind Beneath his Wings: Lawrence Hargrave at Stanwell Park", Cultural Exchange International Pty. Ltd (2005), ISBN No: 0-9758187-0-8